# Dominionismus
Als Dominionismus oder Dominion Theology wird eine politische Ideologie innerhalb des Christlichen Fundamentalismus in den USA bezeichnet, die sich auf Genesis 1,26–28  beruft, um eine christliche Verantwortung bei der Gestaltung des Staates vor der Wiederkunft Christi zu begründen. Wie in der lutherischen Zwei-Reiche-Lehre sind dabei viele Anhänger auch für eine (finanzielle) Trennung von Kirche und Staat, jedoch gegen eine Trennung von Glaube und Staat.
Der harte Flügel der Dominionisten will einen qualifiziert dominierenden Einfluss über den weltlichen Staat erreichen. Dies kann geschehen durch einen Gottesstaat oder einen Staat, der in einigen Schlüsselbereichen wesentlich nach den Vorstellungen bestimmter Interessengruppen gestaltet ist.

## Begriff
Der Dominionismus ist auch als Dominion Theology oder – in der Selbstbezeichnung der Anhänger einer spezifischen dominionistischen Denkrichtung – als Christian Reconstructionism bekannt. Die genaue Bedeutung und Anwendung des Begriffes wird unterschiedlich gehandhabt. In der Literatur tauchen Dominionismus und Christian Reconstructionism teilweise als austauschbare Begriffe auf; Dominionismus ist eher der Oberbegriff, während Christian Reconstructionism ein von der Chalcedon Foundation propagiertes Modell des christlichen Dominionismus darstellt. Der Begriff Dominionismus wurde in den 1980er Jahren von der Soziologin Sara Diamond geprägt, er wird nicht im konservativen oder religiösen Umfeld verwendet. 1986 und 1987 benutzte der evangelikale Autor Albert James Dager in seinem Essay Kingdom Theology die Begriffe Kingdom now theology und Dominion Theology. In der Literatur tauchen im Zusammenhang mit Dominionismus auch die Begriffe Triumphalismus und Theonomie auf, im Umfeld des charismatischen Protestantismus auch der Begriff Kingdom-Now-Theology (Reich-Gottes-Jetzt-Theologie).

## Lehre
Dominionistische Theologen wie der rekonstruktionistische Presbyterianer Rousas John Rushdoony (1916–2001) nehmen Gottes Befehl an den ihm ebenbildlichen Menschen, sich die Erde untertan zu machen (Gen. 1), wörtlich. Demnach gelte es, einen christlichen Staat zu errichten, in dem freie Marktwirtschaft herrscht, der Staat sich aus Wohlfahrt und Bildung heraushält (Dominionisten empfehlen Hausunterricht) und den im Alten Testament befohlenen Sanktionen für Sünden wieder Geltung verschafft wird, namentlich der Todesstrafe für Mord, Ehebruch, Homosexualität und nicht korrigierbare jugendliche Delinquenz.
Diese Positionen sind in den Vereinigten Staaten innerhalb der religiösen Rechten weit verbreitet. Der Dominionismus hat die Tea-Party-Bewegung wesentlich mitbeeinflusst. So wurden die republikanischen Präsidentschaftskandidaten von 2012 Rick Perry und Michele Bachmann mit dem Dominionismus in Verbindung gebracht. Bei Perry spielte dabei eine spezielle Version des „Seven Mountains Dominionism“ eine Rolle. Dieser gibt vor, dass dem Dominionismus nahestehende Christen in sieben wesentlichen gesellschaftlichen Sektoren die Kontrolle erlangen müssen, nämlich in Staat, Geschäftswelt, Medien, Kunst und Unterhaltung, Bildung, Familie und Religion.
Innerhalb der dominionistischen Bewegung kam es wiederholt zu zum Teil heftigen persönlichen und theologischen Kontroversen. So ist unter anderem umstritten, ob Christi Tausendjähriges Reich vor oder nach dessen Wiederkunft entstehen wird (Postmillenarismus vs. Prämillenarismus). Auch zwischen dominionistischen Presbyterianern und Pfingstlern herrscht Uneinigkeit. Die Reich-Gottes-Jetzt-Theologie als Variante des Dominionismus wird als Produkt der charismatischen Latter-Rain-Bewegung angesehen, die innerhalb der amerikanischen Pfingstbewegung stark kritisiert wurde. Aus der Latter-Rain-Bewegung ging die New-Apostolic-Reformation-Bewegung hervor.
Im Dominionismus sind Verschwörungstheorien verbreitet. So unterstützten Rushdoony und sein Schwiegersohn und Rivale Gary North (1942–2022) die rechtsradikale John Birch Society. North vertrat zudem die Annahme, dass die USA von einer „Verschwörung der superreichen und supermächtigen Insider“ bedroht seien, hinter denen in Wahrheit Satan stehe.

## Verbreitung

### Vereinigte Staaten
Die Essayistin Katherine Yurica vermutet, dass in den USA potentiell 35 Mio. Menschen irgendein Modell von christlichem Dominionismus befürworten. Marcia Pally hat für die 1980er und 1990er Jahre beobachtet, dass Führungskräfte der evangelikalen Mitte bei ihren politischen Denkansätzen sowohl der allgemeinen demokratischen Richtung wie der dominionistischen Richtung gefolgt sind.

### Lateinamerika
In Brasilien haben Anhänger einer evangelikal geprägten Theokratie weitreichenden Einfluss auf die Politik erlangt, obwohl das Land mehrheitlich katholisch ist.
Es existieren im Parlament eine Reihe von Parteien, die rechtsreligiöse und fundamentalistische Positionen vertreten, darunter die Parteien Partido Social Liberal, Partido Social Cristão, Democracia Cristã, Partido Republicano Brasileiro und Patriota. Die hohe Anzahl von Parteien ist dabei weniger ideologischen Unterschieden geschuldet als persönlichen Differenzen und Intrigen der Parteivertreter untereinander. Patriota und einflussreiche Vertreter der Partido Republicano Brasileiro haben explizit die Einführung einer Theokratie gefordert. Der Fernsehprediger und Gründer der Organisation Igreja Universal do Reino de Deus und graue Eminenz hinter der Partido Republicano Brasileiro, Edir Macedo, gab an, „einen theokratischen Staat errichten zu wollen“.
Mit der Wahl des rechtsextremen Jair Bolsonaro zum Präsidenten 2018 wurden Befürchtungen lauter, er wolle Brasilien in einen autoritären Gottesstaat umwandeln.
Obwohl nominell katholisch, steht er den Dominionisten politisch nahe. So äußerte er sich 2017 zu einem christlichen Staat: „Gott über alles. So etwas wie einen säkularen Staat gibt es nicht. Der Staat ist christlich und jede Minderheit, die dagegen ist, muss das ändern, solange sie noch können“. Während der Präsidentschaftswahlen korrigierte er seine Einstellung: „Wir werden eine Regierung für jedermann machen, ungeachtet seiner Religion, sogar für Atheisten. Wir haben fünf Prozent Atheisten in Brasilien und diese haben dieselben Bedürfnisse wie andere auch.“
Ivanir dos Santos, Chairman des Konzils gegen religiöse Intoleranz, fasste 2009 zusammen, dass Pfingstkirchen, nicht nur in Brasilien, sondern in ganz Lateinamerika, nach politischer Macht strebten.

### Europa
In den Niederlanden ist die rechtsgerichtete, calvinistisch-fundamentalistische Staatkundig Gereformeerde Partij seit den 1920er Jahren mit einer niedrigen einstelligen Abgeordnetenzahl im gesetzgebenden Parlament vertreten. Im sogenannten niederländischen Bibelgürtel erreicht diese Partei bis über 30 % der Wählerstimmen. Die Partei beruft sich in ihren Positionen ausschließlich auf die Bibel, fordert offen die Einführung einer Theokratie und lehnt Religionsfreiheit ab, befürwortet aber Gewissensfreiheit. Die Gleichberechtigung der Frau wird abgelehnt, stattdessen soll der Vater oder Ehemann die Vormundschaft für sie übernehmen („huismanskiesrecht“). Bis 2006 waren Frauen auch von der Parteimitgliedschaft ausgeschlossen. Mit Verweis auf die Bibelstelle Genesis 9:6 fordert sie die Einführung der Todesstrafe bei Kapitalverbrechen.

## Kritik
In der weltlichen wie in der kirchlichen Literatur gibt es viele kritische Stimmen. Einige Christen bezeichnen den Dominionismus als antichristlich.
Das Betonen der geistlichen Kampfführung in der charismatischen Bewegung wird von traditionell anticharismatischen Kritikern als Aufforderung zur militanten Gewalt interpretiert, da einzelne Autoren die geistlichen Visionen mit politischen Absichten vermengten. Dadurch würden auch Bewegungen als dominionistisch im Sinne des Neo-Konstantinismus eingestuft, die damit nichts zu tun hätten, sondern sich auf rein geistliche Ziele beschränkten.

## Dominionismus außerhalb des Christentums
Im Judentum gibt es die theologisch liberale dominionistische Schule Rekonstruktionismus, die in den USA durch die Jewish Reconstructionist Federation propagiert wird.

## Umdeutung des Begriffs
Der Theologe Thomas Schirrmacher kritisiert eine semantische Umdeutung des Begriffs Dominionismus durch einzelne Vertreter des christlichen Fundamentalismus. Martin Erdmann bezeichne die große Mehrheit der Christen, die sich für christliche Werte und soziale Gerechtigkeit einsetzen, als Dominionisten. Gesellschaftliches Engagement – etwa der Kampf gegen weltweite Armut – werde abgelehnt, da es die Verkündigung des Evangeliums trübe. Schirrmacher schreibt, dass die so umgedeutete Wortschöpfung „Dominionismus“ zur Diskreditierung gesellschaftlich engagierter Christen missbraucht werde. Zwar existiere im Englischen der Begriff „dominionism“, bezeichne dort jedoch „lediglich eine kleine charismatische Variante der praktisch erloschenen Bewegung ‚Christian Reconstruction‘“. Auch der evangelikale Theologe Tobias Faix wendet sich gegen Versuche, soziales Engagement von Christen unter „Dominionismus“-Verdacht zu stellen. Unter Verweis auf Dietrich Bonhoeffer fordert er, nicht nur Wunden zu verbinden, sondern sich auch für strukturelle Versöhnung und Gerechtigkeit einzusetzen.